# James B. Pearson
James B. Pearson (Nashville, 1920. május 7. – Gloucester, 2009. január 13.) az Amerikai Egyesült Államok szenátora (Kansas, 1962–1978).